# Municipio de Cottrellville
El municipio de Cottrellville (en inglés: Cottrellville Township) es un municipio ubicado en el condado de St. Clair en el estado estadounidense de Míchigan. En el año 2010 tenía una población de 3559 habitantes y una densidad poblacional de 61,29 personas por km².

## Geografía
El municipio de Cottrellville se encuentra ubicado en las coordenadas 42°41′35″N 82°33′38″O / 42.69306, -82.56056. Según la Oficina del Censo de los Estados Unidos, el municipio tiene una superficie total de 58.07 km², de la cual 54.03 km² corresponden a tierra firme y (6.96%) 4.04 km² es agua.

## Demografía
Según el censo de 2010, había 3559 personas residiendo en el municipio de Cottrellville. La densidad de población era de 61,29 hab./km². De los 3559 habitantes, el municipio de Cottrellville estaba compuesto por el 97.95% blancos, el 0.42% eran afroamericanos, el 0.14% eran amerindios, el 0.37% eran asiáticos, el 0.03% eran isleños del Pacífico, el 0.17% eran de otras razas y el 0.93% pertenecían a dos o más razas. Del total de la población el 1.21% eran hispanos o latinos de cualquier raza.